# 還我特色公園行動聯盟
還我特色公園行動聯盟，簡稱特公盟，社團法人全名為社團法人臺灣還我特色公園行動聯盟，2015年成立臉書社團，以推動「為孩童爭取兼具安全與身心發展的遊戲空間」為理念運作，實際參與的公園改建案例近100座。於2018年登記為中華民國的社團法人。

## 歷史沿革
2015年，特公盟召集人林亞玫因常去的幾個位於台北市的公園中，磨石子製遊戲器材被拆除，替換塑膠製的罐頭遊戲器材，為了表達抗議與想改善孩童在公園的遊樂空間，於Facebook創立了「還我特色公園行動聯盟」社團，透過社群網站召集到多位相同想法的家長，建立起組織，並於2015年11月28日在台北市政府前舉辦陳情記者會，訴求孩子比起塑膠製的「罐頭遊具」更愛有特色、有挑戰的遊具，最終的目標是「整個城市都是孩子的遊戲場」。
2015年12月，大安森林公園的改建案在特公盟陳情後，公園處改設計為全台第一座符合CNS的恐龍磨石滑梯，於2016年4月開放，而特公盟的家長們認為設計上仍有許多不滿之處。而後政府部門邀請社會大眾共同參與公園的設計，特公盟為此成立宣傳組、網站組、論文摘要組、新北市組，參與各公園的設計案。
2018年9月11日，社團法人臺灣還我特色公園行動聯盟完成設立登記。

## 影響
特公盟自行統計出台北市每位兒童分配到多少公園遊樂設施的數據，佐證台北市兒童遊樂設施的缺乏，開始在全台各地宣講，參與政府單位的公園改建設計，截至2021年2月，各地政府已與特公盟合作改建近100座特色公園，成為各區域的觀光景點。從2015年起特色公園的設立成為一股熱潮，政府單位在這過程中建立起特色公園的設立流程，從事前選址、中期規劃設計到事後的驗收使用，都讓公民參與。有研究結果指出，公園改造過程已扭轉傳統的常規、慣例與思維，比如以最有利標取代最低價標、兒童遊戲權意識抬頭等。
特公盟與時代力量台北市議員黃郁芬、林穎孟合作，推動台北市政府制定「街道遊戲執行審核計畫」，制定舉辦兒童街道遊戲活動的法源。有研究指出，透過參與特公盟推廣運動讓女性照顧工作與公共倡議有連結，從中獲得公領域的認可以及對自身的肯定，推廣公民的自覺給其他以女性為主的照顧者。
特公盟多次與國際的學研交流，學習各國的經驗、理念、設計，台灣與全球正在進行「兒童友善城市倡議」國家組織有互動與連結，公園的改造呼應聯合國主要工作項目的「兒童友善城市（CFC, Child-Friendly Cities）」。
特公盟於2016年，與眼底城事一同報名信義房屋舉辦的「2016社區一家全民社造行動計畫」徵選，獲得幸福社區組楷模獎。2017年11月，榮獲La Vie「2017創意力100」的年度最佳社會實踐獎。2021年12月，則獲朝邦文教基金會表揚「從個人身體力行、凝聚家庭、社區及政府主管機關對於社區兒童遊戲場安全的重視，並且影響政府主管機關在設置社區公園上更完善的考量，獲得評審極高的評價」，受頒對話影響力獎金牌。
特公盟於2018年，在嘖嘖辦理「兒童重返街道遊戲》群眾募資， 推動「街道遊戲」以封街的方式解放城市空間，邀請孩子重回街道進行遊戲。於2019年舉辦三場街道遊戲活動，第三場街道遊戲辦在臺北市大安區鄰里巷弄。同年十月，臺北市政府公告「街道遊戲執行審核計畫」，由體育局擔任對民間單一窗口，協助受理封街遊戲之申請；新北市政府則公告「街道兒童遊戲場申請專區」，由交通局擔任單一窗口，新北市三峽區及樹林區的臺北大學特區的民間私籌「瘋北大兒童上街趣」活動，則成為促成並第一個使用的單位。

## 相關著作
2019年5月22日，由專業領域涵蓋社區設計、城市共生與公共空間的侯志仁教授主編的《反造再起：城市共生ING》書籍出版，特公盟的常務理事李玉華受邀以特公盟的案例撰寫第12編「〔環境萌芽〕還我特色公園行動聯盟：在城市肌理中植入遊戲種籽」。
同年12月，也受邀在荷蘭伯納德凡里爾基金會（BvLF, Bernard van Leer Foundation）出版的《City at Eye Level for Kids（兒童視角的城市規劃）》以Christine Yuihwa Lee英文作者名撰寫「Retrieval of Public Play Space for Children in Taiwan(為台灣孩子取回公共遊戲空間)」一篇。
2020年12月31日，特公盟出版書籍《公園遊戲力》，作者為王佳琪、李玉華，編者為林穎青。

## 外部連結
- 還我特色公園行動聯盟官方網站 （页面存档备份，存于）
- 還我特色公園行動聯盟（特公盟）的Facebook專頁
- YouTube上的還我特色公園行動聯盟特公盟頻道
- 眼底城事特公盟專欄 （页面存档备份，存于）
- 獨立評論在天下特公盟專欄
- 鳴人堂特公盟專欄 （页面存档备份，存于）